# Fleuve Antérieur
 (juillet 2024).
Si vous disposez d'ouvrages ou d'articles de référence ou si vous connaissez des sites web de qualité traitant du thème abordé ici, merci de compléter l'article en donnant les références utiles à sa vérifiabilité et en les liant à la section « Notes et références ».
Le fleuve Antérieur (vietnamien : Sông Tiền ou Tiền Giang) est le nom donné à la section du cours principal du Mékong au sud du Viêt Nam (ancienne Cochinchine).

## Présentation
À Phnom Penh, la rivière Bassac bifurque du Mékong. Le Mékong et le défluent Bassac se dirigent ensuite vers la frontière entre le Cambodge et le Viêt Nam. Après être entré au Viêt Nam, le Mékong est connu sous le nom de fleuve Antérieur tandis que Bassac est connu sous le nom de fleuve Postérieur (vietnamien : Sông Hậu ou Hậu Giang). Le fleuve Antérieur en pénétrant au Viêt Nam dans les provinces d'An Giang et de Đồng Tháp.
Les affluents les plus importants du fleuve Antérieur sont les rivières Cổ Chiên, Hàm Luông, Ba Lai et Mỹ Tho.
Le pont Rạch Miễu est un pont à haubans traversant le fleuve Antérieur, construit entre 2002 et 2008, et inauguré en 2009.
Une vaste île du fleuve Antérieur forme la région du Giêng.